# 選擇題
選擇題是一種題型或方法，指從一組選項當中，選出一個或多個作為正確（或較適合）的答案。選擇題的英語名稱是Multiple choice question（簡稱MC或MCQ），雖字面上直譯為多重選擇題，但其在英語中的意思實際上是指單選題（只選一個選項），若為複選題（可選多個選項），則會在其後標註「一個或以上的選項會是答案」的說明。
在教学测试、选举（候选人、党派或政策的选择）、市场调查以及其他一些领域中，经常使用选择题这种形式。参与选择题编写的人，往往需要接受本杰明·布鲁姆的学习目标分类学的训练。
1914年，Frederick J. Kelly率先在堪萨斯州立大学使用选择题的形式，最初目的之一是测试第一次世界大战时期应征新兵的能力。

## 优点
若出题者接受过良好的训练，而题目的质量能够有所保证，那么作为测试项目，选择题是一个非常有效的方式。而且，若教導學生選擇題形式的原理，並掃除他們對選擇題的誤解，学生在选择题上的表现將更为优秀。不少评估則发现，選擇題題目較多的测试，測試的可靠性較高；對題目小心篩選，並注意测试中出现的特例，可靠性將可再提高。
当调查所分发的材料数量非常大的时候，选择题的调查方式比需要书写的反馈调查更节省时间。现在还可以利用软件使用在线的调查方式，进一步地提高效率。选择题适合用作客观测试，因为选择题的形式不需要老师对给出的答案打分，只是纯粹凭借参加测试者的选项进行评分，所以在最终的成绩中，老师对学生的偏见或偏爱出现的可能性就大大降低。當然，如果出题者没有接受过相关训练，题目可能带有主观。另外，試卷應讓测试者清楚知道如何使用答题纸或在线测试的勾选框，以免產生誤會。

## 缺點
选择题亦有以下缺點。
其一就是選擇題可能會出現模稜兩可的情況，若答題者未能如出題者所預計般闡釋題目，答題者選擇的答案理論上無錯，但因為未能答中出題者的答案而未能得分。当答题者答不出题目时，他们会尝试去猜选项而不是认真思考选出正确的答案，這種情況稱為「多項猜測」（multiple guess）。相反，自由回答的题目（包括简答题、问答题和应用题等）就会使答题者建立自己的观点，從而取分。 
選擇題的成績并不能充分反映學生對學科的認識。就算學生對問題稍有了解，但只要未能答中，就不能取得任何分數。而自由回答的问题就会给答题者一个展示的空间，可以抒发自己对于问题的理解，起碼可取得部份分數。就算學生對該問題並不了解，也可能有方法答中選擇題，例如在答題時排除顯然為錯的選項，學生亦可能逐個測試答案（尤其是數學選擇題），增加答中機會。當然，有時選擇題的選項是故意加入讓學生排除掉。例如：設{\displaystyle x}為一實數，根據{\displaystyle 4x^{2}+bx=3}方程式，{\displaystyle x^{2}}之值為多少？由於一個實數的平方必定大於等於零，答題者便可以刪去法刪去所有負數選項。
另外，不懂題目的學生可能靠胡亂猜測而得分，學生通常在測試將近結束時亂劃答案。所以在一些考试中，如澳大利亚数学竞赛，为防止这种现象发生，就采取了给出错误答案要比不给出答案扣除更多分数的制度，以減低考生估答案的意圖。
虽然在教育领域中，选择题由于其一些弊端不时受到争议，可它在效用和成本方面的优势使得選擇題仍然被廣泛採用。

## 结构
根据事实回答的选择题，其形式有两个部分组成：问题和答案选项。相比之下，应用类型的选择题要有三个部分：题目、引导问题和答案选项。题目可以是一幅小插图或者是对现象进行详细的描述，保证问题能让答题者看懂，并具有最高的正确性。引导问题告诉答题者需要怎样回答，例如一道有关医学的选择题，会问：“你觉得诊断的结果最有可能是什么？”或者“你认为这种疾病最有可能是什么病原体导致的？”。

## 例子
以下列出單項選擇題的例子，粗體為正確答案。
1. 給定方程式{\displaystyle 2x+3=4}，請問{\displaystyle x}是多少？
A) 4
B) 10
C) 0.5
D) 1.5
E) 8
2. 德國的首都是下列哪一个城市？
A) 孟買 
B) 烏蘭巴托
C) 莫斯科
D) 柏林

此題型最早出現在2004年香港高級程度會考中國語文及文化科試卷三聆聽理解考試，由於答錯概率比較高，故此被考生戲稱為「奪命四式」
1. 請判斷以下陳述：
「國際天文聯會於2006年宣布：太陽系只有八大行星；冥王星不再存於太陽系之中。」
A) 正確
B) 錯誤
C) 部分正確
D) 無從判斷
2. 哪一個速食店只有臺灣南部有，而且公司要求每一家分店每週選擇一天公休，且公休日只有總店可以決定，且總店用電腦編班來決定分店是星期幾公休的呢？
A) 八方雲集 
B) 丹丹漢堡
C) 頂呱呱
D) 王品牛排

1. 《春江花月夜》包含三個相關的主題，在第一個主題中，作者透過景物的描寫，營造一個怎樣的世界？
A) 清朗亮麗
B) 幽深淒冷
C) 煩水迷離
D) 壯闊瑰奇

## 种类
选择题有许多类型，一般有单项选择题、多项选择题（不同于英文的Multiple Choice）、不定项选择题等。

### 单项选择题
单项选择题一般在试卷上给出的描述是：选出你认为正确的答案，答案只有一个，多选、不选、选错均不計分。

### 多项选择题
多项选择题亦稱作复选题。一般在试卷上给出的描述是：选出你认为正确的答案，答案有多个，多选、不选、选错均不给分，少选给部分分数（有些场合为选错“倒扣分”，也有少选不给分等）。

### 不定项选择题
不定项选择题一般在试卷上给出的描述是：选出你认为正确的答案，答案可能只有一个，也有可能有多个，多选、不选、选错均不给分，少选给部分分数（有些场合为选错倒扣分，也有少选不给分等）。台灣一般將此歸類在複選題範疇。

## 計分方式
有些選擇題純粹以答對給分，答錯或不答皆得零分；有些則是答對給分，答錯扣分，不答得零分。在後者的情形，亂猜答案的期望值為負，使純粹猜測的情況減少，也稱為「倒扣」。而倒扣記分又可以分成倒扣到所有試題總分為零為止，或倒扣到題組的得分為零為止等方式。全部答案一樣也當作零分。